# Controlador de processo
Na automação industrial, controladores de processo são equipamentos responsáveis pelo controle de processo industrial ou parte dele através de algoritmos de controle específicos, tais como PID, lógica fuzzy ou redes neurais. Podem ser ainda equipamentos programáveis capazes de realizar diversos tipos de algoritmos lógicos e matemáticos.
Em grande parte das configurações, um controlador é responsável por uma única malha de controle. Por exemplo, uma malha de controle de temperatura é composta de um medidor de temperatura, um controlador e um aquecedor. Neste caso, os controladores são chamados de controladores de malha. Esses instrumentos são dedicados em sua função e podem enviar dados diversos para outros dispositivos ou outras malhas no processo. Entre outros, podemos encontrar em diversos tipos de plantas industriais, controladores de temperatura (pirômetros), vazão, pressão, nível, posicionamento, etc.
Em outros casos, o mesmo equipamento pode ser responsável por diversas malhas simultaneamente. Em geral isso é feito por Controladores Lógicos Programáveis, SDCDs ou equipamentos semelhantes.
Os controladores de processo mais antigos eram pneumáticos. Após a popularização do transistor na década de 1950, a maioria desses instrumentos passou a utilizar eletrônica analógica com amplificadores operacionais. Após a década de 1980, a maioria dos controladores passou a utilizar microprocessadores.
A comunicação entre os controladores e demais componentes de sistemas de controle evoluiu de maneira semelhante, passando de sinais e comandos pneumáticos para transmissão através de corrente e tensão e posteriormente evoluíram para a utilização de redes, sendo que já existem inclusive instrumentos e controladores com comunicação wireless.